# Несухоїже
Несухої́же — пасажирський залізничний зупинний пункт Рівненської дирекції Львівської залізниці.
Розташований у селі Тойкут, Ковельський район, Волинської області на лінії Вербка — Камінь-Каширський між станціями Вербка (21 км) та Камінь-Каширський (28 км).
Станом на кінець лютого 2019 року пасажирське сполучення відсутнє.